# Evgenij Nikiforov
Evgenij Valer'evič Nikiforov (in russo Евгений Валерьевич Никифоров?; Akša, 1º gennaio 1970) è un generale russo.

## Biografia
Nikiforov è nato il 1º gennaio 1970 ad Akša, capoluogo dell'omonimo distretto dell'ex oblast' di Čita, nell'allora RSFS russa.
Nel 1987 si è diplomato presso la Scuola militare "Suvorov" di Ussurijsk, per poi entrare nella Scuola superiore di comando artiglieria di Kolomna, diplomandosi nel 1991. 

### Carriera nelle Forze aviotrasportate
Ha intrapreso la sua carriera nelle Forze aviotrasportate russe (VDV), assumendo diversi ruoli di comando. Nel 1991 venne nominato comandante di un plotone anticarro e nel 1993 assunse il comando di una batteria anticarro all'interno di un battaglione paracadutisti dell'83ª Brigata d'assalto aereo. A partire dal 1995, ha ricoperto il ruolo di vicecomandante e capo di stato maggiore di battaglione nella stessa brigata.
Dal 1999 al 2001 è stato comandante del 635º Battaglione paracadutisti dell'83ª Brigata d'assalto. Nel 2003, dopo un periodo di servizio, fu promosso a primo vicecomandante e capo di stato maggiore della brigata. La sua carriera continuò a progredire, culminando nel 2005 con la nomina a comandante dell'83ª Brigata d'assalto aereo.

### Trasferimento alle forze terrestri
Nel 2007 è stato trasferito alle forze terrestri, venendo nominato comandante della 27ª Divisione fucilieri motorizzata delle guardie della 2ª Armata combinata del Distretto militare dell'Estremo Oriente.
Dal 2009 al 2010 ha comandato la 36ª Brigata fucilieri motorizzata delle guardie della 35ª Armata del Distretto militare orientale.
Dal 2010 al 2012 ha studiato presso l'Accademia militare dello Stato maggiore delle forze armate della Federazione Russa. Dopo essersi diplomato all'accademia nel 2012, ha prestato servizio come vice comandante della 58ª Armata combinata delle guardie del Distretto militare meridionale fino al 2014 e, come capo di stato maggiore e vice comandante, della 20ª Armata combinata del Distretto militare occidentale fino al 2016. L'8 maggio 2013, con il decreto presidenziale n. 468, è stato promosso a maggior generale.
Il Servizio di sicurezza dell'Ucraina (SBU) ha accusato Nikiforov di essere stato coinvolto nell'abbattimento dell'aereo Il-76 dell'aeronautica militare ucraina, il 14 giugno 2014 a Luhansk. Il 22 agosto 2016, Nikiforov è stato incluso dall'ufficio del Procuratore generale dell'Ucraina nell'elenco degli accusati di "crimini contro i fondamenti della sicurezza nazionale, della pace e dell'ordine internazionale dell'Ucraina".
Secondo il governo ucraino, tra il 2015 e 2016 il generale avrebbe comandato le forze separatiste del Lugansk, conosciute come il 2º Corpo d'armata (3ª Armata combinata delle guardie dal 2024). Tornato dall'Ucraina venne messo a comando della 20ª Armata combinata, guidandola fino al 2017 per poi venir messo al comando della 58ª Armata combinata fino al 2019. Durante questo periodo, il 12 dicembre 2018 è stato promosso a tenente generale. 
Da giugno a ottobre 2021, Nikiforov è stato comandante del Gruppo di truppe delle Forze armate russe in Siria.

### Conflitto russo-ucraino
Con la rimozione di Sergej Kuzovlev, Nikiforov è stato nominato comandante del Distretto militare occidentale nel dicembre 2022.
Nel febbraio 2023 è stato promosso a colonnello generale insieme al comandante del Distretto militare orientale, Rustam Muradov.
Nel febbraio 2024 il Distretto militare occidentale, comandato da Nikiforov, è stato sciolto e sono stati ricostituiti i Distretti militari di Leningrado e Mosca. La nuova carica di Nikiforov non è stata ancora decisa. Il 30 novembre dello stesso anno, lo SBU ha accusato Nikiforov in contumacia di aver ordinato l'attacco missilistico contro la città di Černihiv dell'agosto 2023, risultante in sette morti e 200 feriti.

## Sanzioni
Nel 2023 l'Unione Europea ha posto sanzioni contro Nikiforov in quanto "responsabile del sostegno e della realizzazione di azioni e politiche che compromettono e minacciano l'integrità territoriale, la sovranità e l'indipendenza dell'Ucraina".